# Сардинська Вікіпедія
Сардинська Вікіпедія (сард. Wikipedia in sardu) — розділ Вікіпедії сардинською мовою. Створена у 2004 році. Сардинська Вікіпедія станом на 27 березня 2025 року містить 7672 статті, 26 754 зареєстрованих користувачів, 39 активних дописувачів, 4 адміністраторів
. Загальна кількість сторінок в сардинській Вікіпедії — 17 342, редагувань — 185 506, завантажених файлів — 157
. Глибина (рівень розвитку мовного розділу) сардинської Вікіпедії мала і становить 17 пунктів
. 

## Історія
- Січень 2006 — створена 100-та стаття[3].
- Січень 2009 — створена 1 000-на стаття[3].
- Жовтень 2015 — створена 5 000-на стаття[4].